# 国道258号

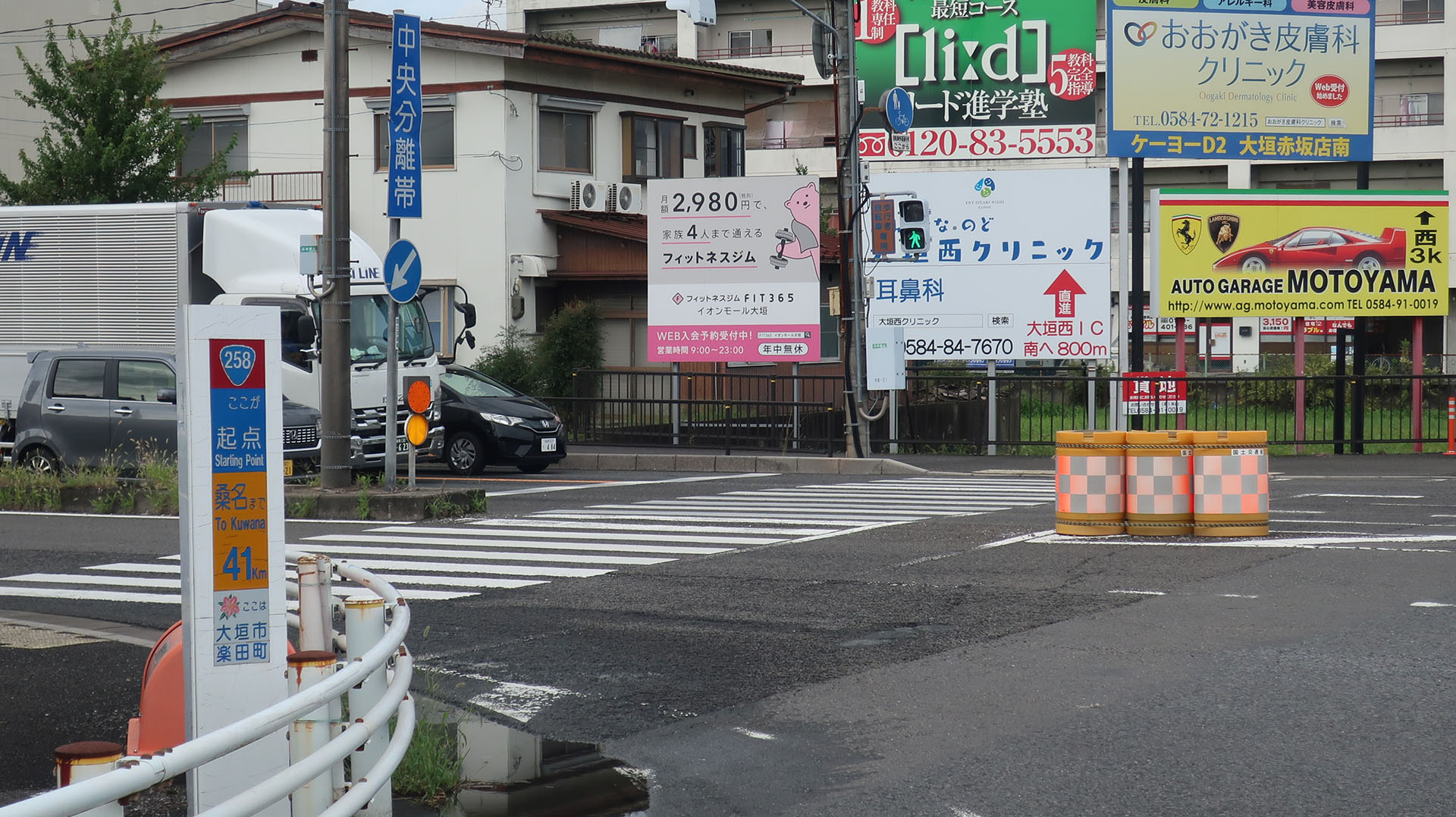
国道258号 起点ポスト
岐阜県大垣市 楽田町交差点

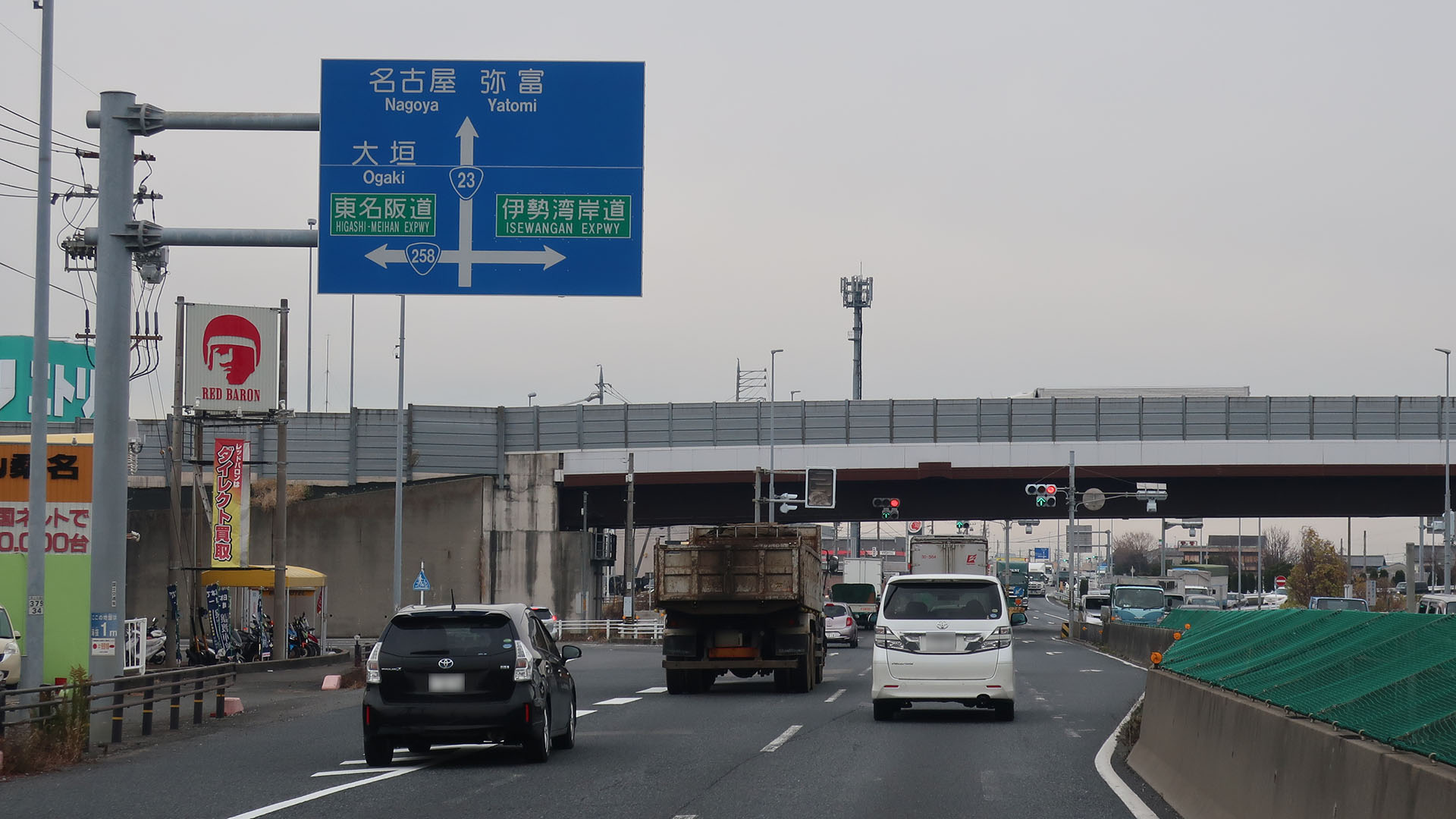
国道258号 終点付近
三重県桑名市 小貝須付近

国道258号（こくどう258ごう）は、岐阜県大垣市から三重県桑名市に至る一般国道である。

## 概要

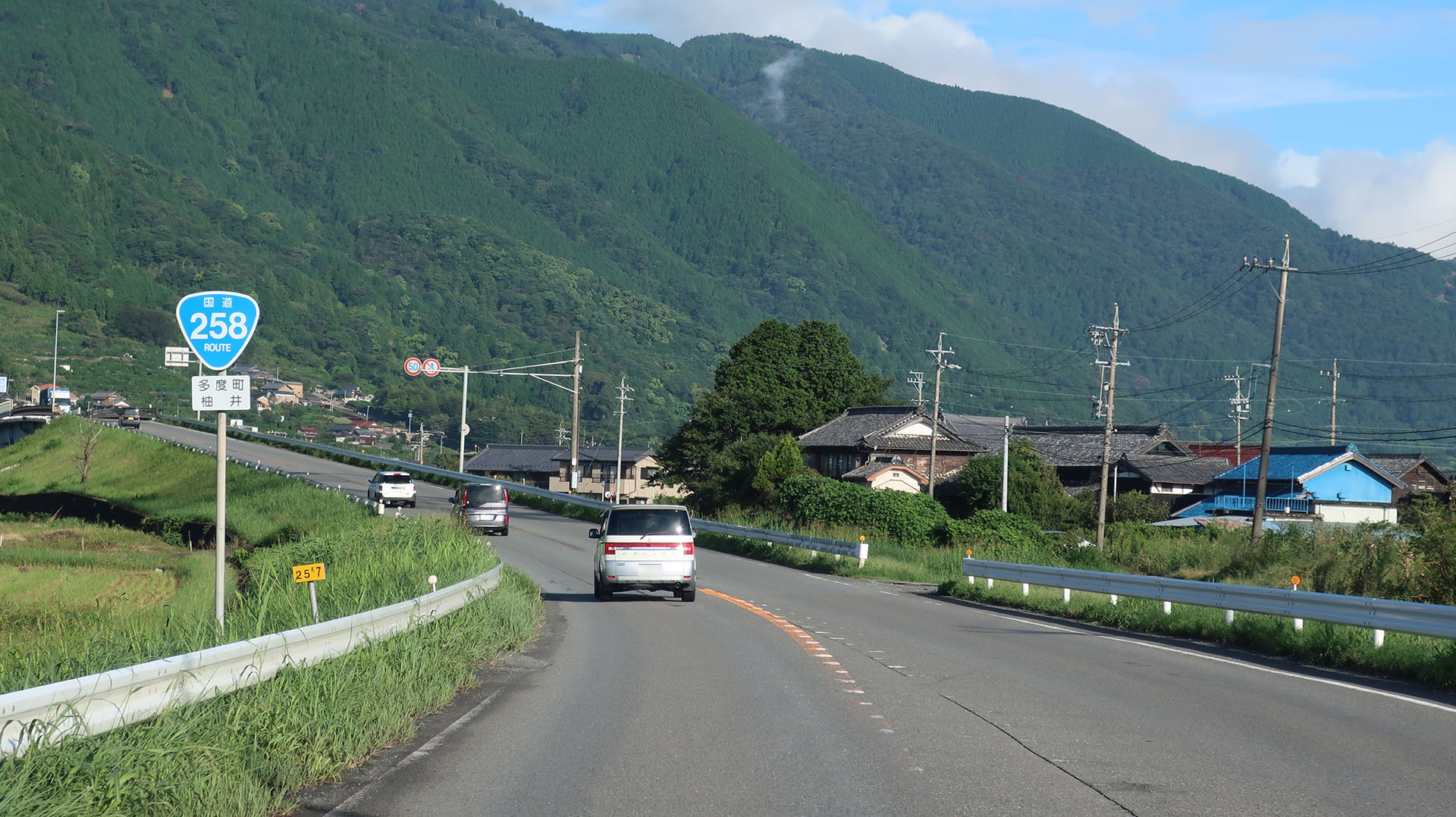
三重県桑名市多度町柚井
（2020年9月撮影）

起点の岐阜県大垣市から、揖斐川と並走するように南下し、海津市を経由し、終点である三重県桑名市に至る路線である。大垣市で名神高速道路と、桑名市で東名阪自動車道を連絡する重要な路線で、全線が指定区間となっている。大垣市から養老郡養老町大巻までの区間および海津市内の一部区間、桑名市内のほぼ全区間（柚井交差点以南）は4車線、養老郡養老町大巻から海津市内にかけてはほぼ暫定2車線で整備されている。

### 路線データ
一般国道の路線を指定する政令に基づく起終点および重要な経過地は次のとおり。
- 起点：大垣市（楽田町交差点 = 国道21号交点、岐阜県道156号曽井中島美江寺大垣線終点）
- 終点：桑名市（国道23号交点、三重県道69号湾岸桑名インター線終点）
- 重要な経過地：なし
- 総延長 : 41.7 km（岐阜県 27.5 km、三重県 14.1 km）[3][注釈 2]
- 重用延長 : なし[3][注釈 2]
- 未供用延長 : なし[3][注釈 2]
- 実延長 : 41.7 km（岐阜県 27.5 km、三重県 14.1 km）[3][注釈 2]
  - 現道 : 41.7 km（岐阜県 27.5 km、三重県 14.1 km）[3][注釈 2]
  - 旧道 : なし[3][注釈 2]
  - 新道 : なし[3][注釈 2]
- 指定区間：大垣市楽田町1丁目68番1 - 桑名市大字小貝須字柳原460番1（全線）[4]

## 歴史
- 1963年（昭和38年）4月1日 - 二級国道258号大垣桑名線（大垣市 - 桑名市）として指定。
- 1965年（昭和40年）4月1日 - 道路法改正により一級・二級区分が廃止されて一般国道258号となる。

## 路線状況

### 通称
- 岐阜県
  - 大桑道路、美濃街道（大垣市、安八郡輪之内町、養老郡養老町、海津市、三重県桑名市）
  - 水郷街道258（大垣市）

### 重複区間
- 国道421号（三重県桑名市大字西別所・西別所IC - 桑名市大字上野・上野交差点）

### 道路施設

#### 橋梁
- 岐阜県
  - 藤江高架橋（樽見鉄道樽見線・東海道本線、大垣市）

1980年代に供用開始。
  - 八兵衛橋（水門川、大垣市）
  - 養老大橋（杭瀬川・牧田川、大垣市 - 安八郡輪之内町）
  - 五三橋（五三川、養老郡養老町）
  - 駒野排水路橋（旧十三ヶ村排水路、海津市）
  - 駒野橋（津屋川、海津市）
  - 駒野高架橋（養老鉄道養老線、海津市）
- 三重県
  - 新多度橋（多度川、桑名市）
  - 新肱江橋（肱江川、桑名市）

#### トンネル
- 岐阜県
  - 盤若谷（はんにゃだに）トンネル：延長100 m、1969年（昭和44年）竣工、海津市

#### 道の駅
- 岐阜県
  - 月見の里 南濃（海津市）

## 地理

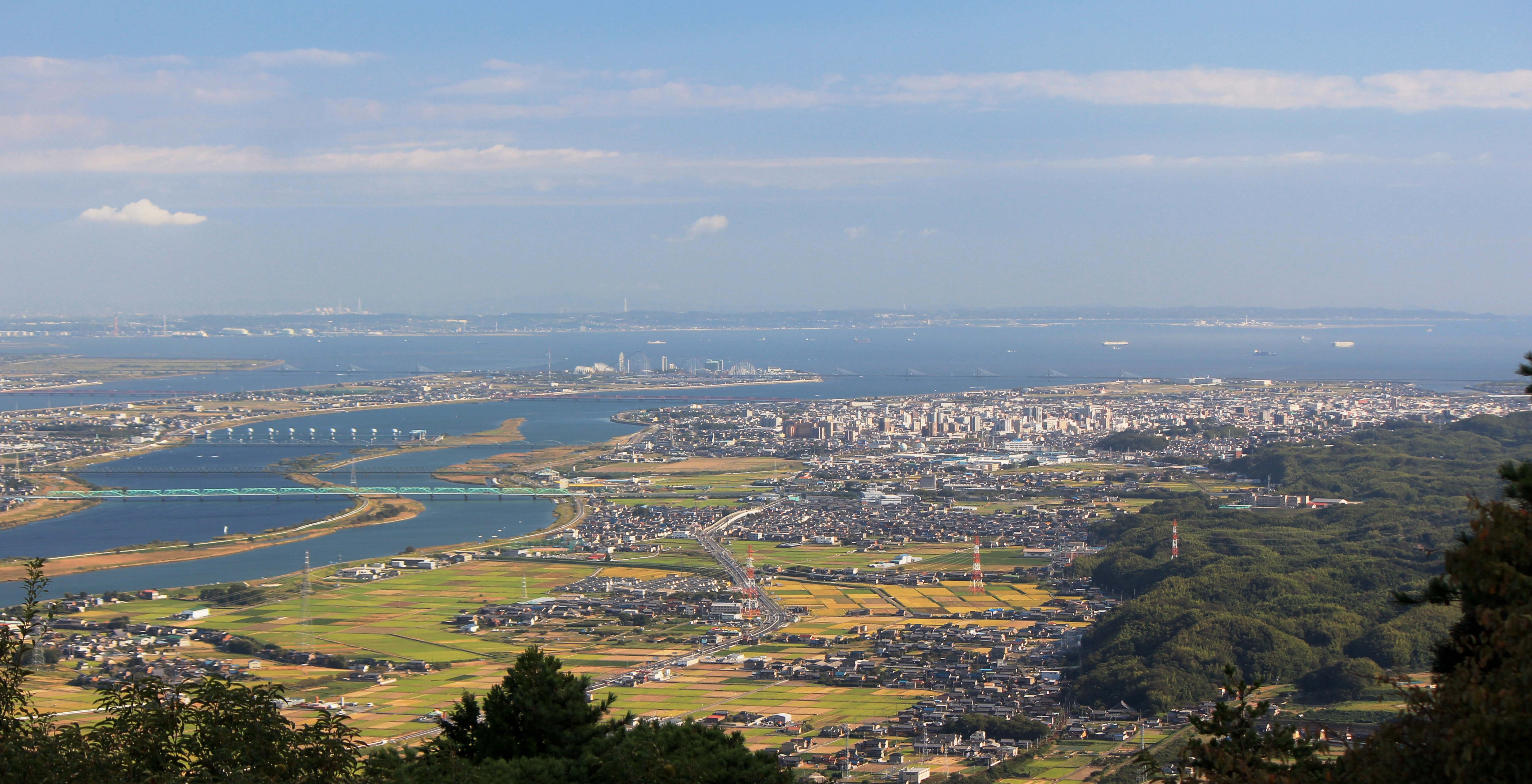
桑名市を南北に縦断する国道258号（画像の中央部）

当道路の東側を揖斐川が概ね並行して流れている。大垣市から養老郡養老町にかけては濃尾平野を通る一方、海津市 - 桑名市の区間は養老山地の東側を通る。

### 通過する自治体
- 岐阜県
  - 大垣市 - 安八郡輪之内町 - 養老郡養老町 - 海津市
- 三重県
  - 桑名市

### 交差する道路
| 交差する道路                                                                                         | 都道府県名 | 市町村名 | 市町村名 | 交差する場所 | 交差する場所                       |
| --- | ---------- | -------- | -------- | ------------ | ---------------------------------- |
| 国道21号 / 岐大バイパス 岐阜県道156号曽井中島美江寺大垣線                                            | 岐阜県     | 大垣市   | 大垣市   | 楽田町1丁目  | 楽田町交差点 / 起点                |
| 岐阜県道212号大垣大野線 重複区間起点                                                                 | 岐阜県     | 大垣市   | 大垣市   | 伝馬町       | 伝馬町交差点                       |
| 岐阜県道31号岐阜垂井線 重複区間起点 岐阜県道212号大垣大野線 重複区間終点 岐阜県道237号西大垣停車場線 | 岐阜県     | 大垣市   | 大垣市   | 旭町1丁目    | 旭町交差点                         |
| 岐阜県道18号大垣一宮線 岐阜県道31号岐阜垂井線 重複区間終点                                           | 岐阜県     | 大垣市   | 大垣市   | 南頬町       | 禾森（のぎのもり）交差点           |
| 岐阜県道50号大垣環状線                                                                               | 岐阜県     | 大垣市   | 大垣市   | 築捨町5丁目  | 築捨町5交差点                      |
| 岐阜県道226号飯田島里線                                                                              | 岐阜県     | 大垣市   | 大垣市   | 島里1丁目    | 島里交差点                         |
| E1 名神高速道路                                                                                      | 岐阜県     | 大垣市   | 大垣市   | 内原2丁目    | 26 大垣IC                          |
| 岐阜県道30号羽島養老線 重複区間起点                                                                  | 岐阜県     | 大垣市   | 大垣市   | 横曽根3丁目  | 横曽根3交差点                      |
| 岐阜県道30号羽島養老線 重複区間終点                                                                  | 岐阜県     | 養老郡   | 養老町   | 船附         | 船附村前東交差点                   |
| 岐阜県道213号養老平田線 重複区間起点                                                                 | 岐阜県     | 養老郡   | 養老町   | 船附         | 船附南交差点                       |
| 岐阜県道213号養老平田線 重複区間終点                                                                 | 岐阜県     | 養老郡   | 養老町   | 瑞穂         | 瑞穂交差点                         |
| 愛知県道・岐阜県道8号津島南濃線 岐阜県道56号南濃関ケ原線                                             | 岐阜県     | 海津市   | 海津市   | 南濃町駒野   | 駒野交差点                         |
| 岐阜県道1号岐阜南濃線                                                                                | 岐阜県     | 海津市   | 海津市   | 南濃町安江   | 盤若谷（はんにゃだに）交差点       |
| 岐阜県道・三重県道23号北方多度線 愛知県道・岐阜県道・三重県道125号佐屋多度線                         | 三重県     | 桑名市   | 桑名市   | 多度町柚井   | 柚井交差点                         |
| 三重県道26号四日市多度線 三重県道117号多度長島線                                                     | 三重県     | 桑名市   | 桑名市   | 多度町香取   | 香取南交差点                       |
| 三重県道149号御衣野下野代線                                                                          | 三重県     | 桑名市   | 桑名市   | 多度町下野代 | 下野代南交差点                     |
| E23 東名阪自動車道                                                                                   | 三重県     | 桑名市   | 桑名市   | 大字蛎塚新田 | 桑名東インター入口交差点 28 桑名IC |
| 三重県道142号桑名東員線                                                                              | 三重県     | 桑名市   | 桑名市   | 大字西方     | 西方IC東交差点                     |
| 三重県道142号桑名東員線                                                                              | 三重県     | 桑名市   | 桑名市   | 大字西方     | 西方IC西交差点                     |
| 国道421号 重複区間起点                                                                               | 三重県     | 桑名市   | 桑名市   | 大字西別所   | 西別所IC                           |
| 国道421号 重複区間終点 三重県道63号星川西別所線                                                      | 三重県     | 桑名市   | 桑名市   | 大字上野     | 上野交差点                         |
| 国道1号                                                                                              | 三重県     | 桑名市   | 桑名市   | 大字安永     | 安永交差点                         |
| 三重県道613号福島城南線                                                                              | 三重県     | 桑名市   | 桑名市   | 大字江場     | 桑名警察署前交差点                 |
| 国道23号 / 名四バイパス 三重県道69号湾岸桑名インター線                                               | 三重県     | 桑名市   | 桑名市   | 大字小貝須   | 終点                               |

### 交差する鉄道
- 樽見鉄道樽見線
- 東海道本線
- 東海道新幹線
- 養老鉄道養老線
- 三岐鉄道北勢線
- 近鉄名古屋線
- 関西本線

## ギャラリー

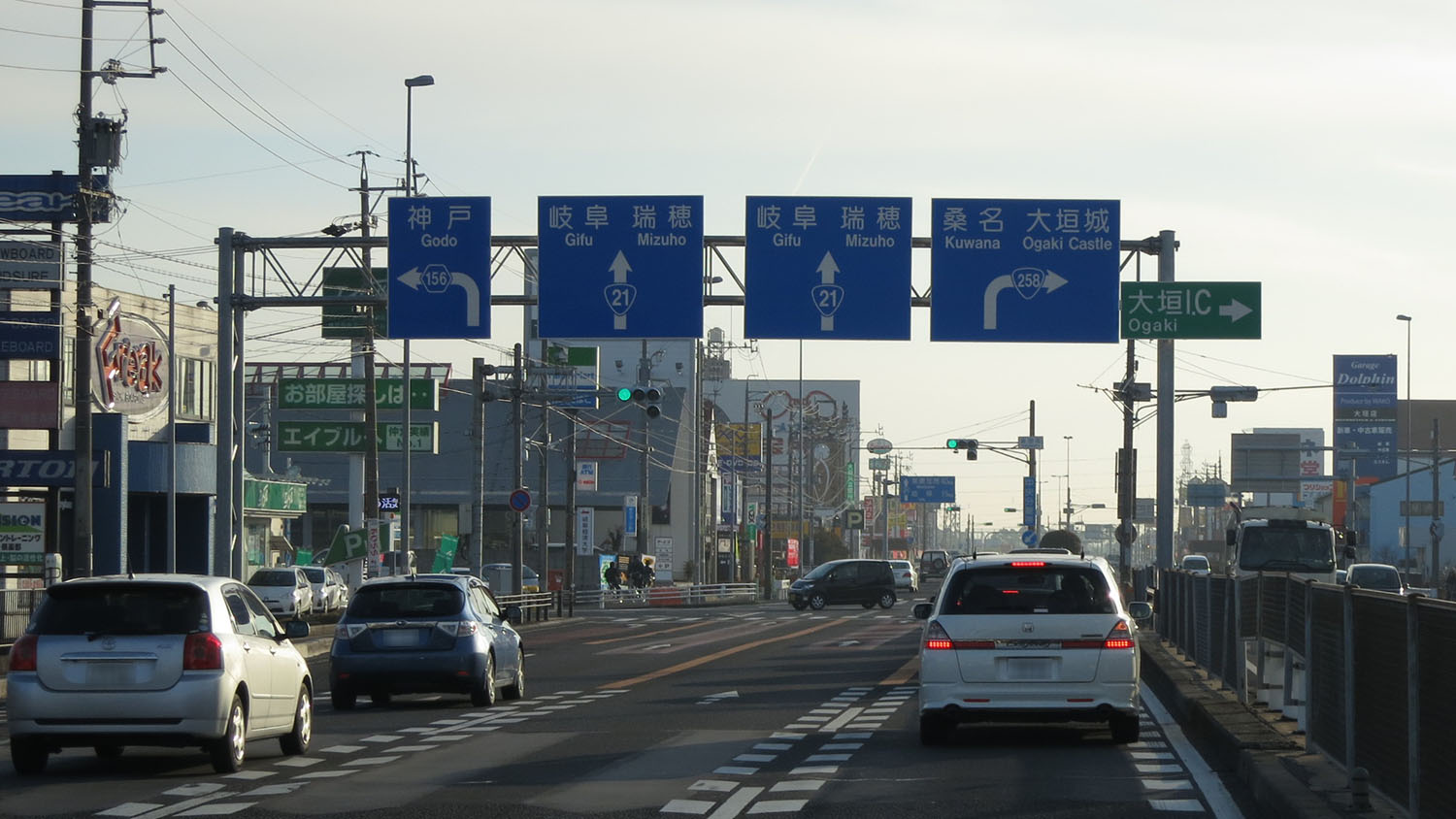
起点の楽田町交差点 岐阜県大垣市
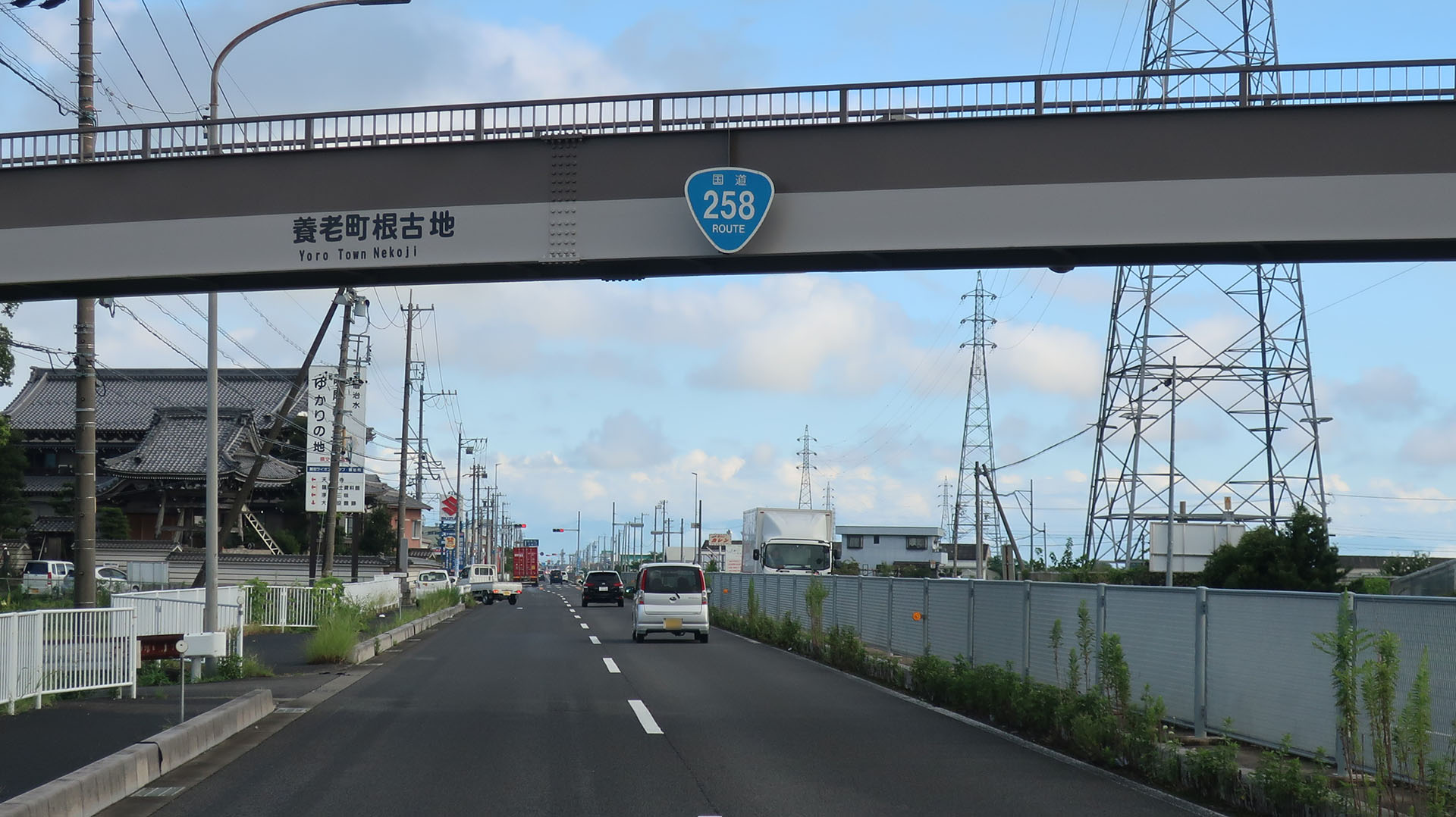
岐阜県養老郡養老町
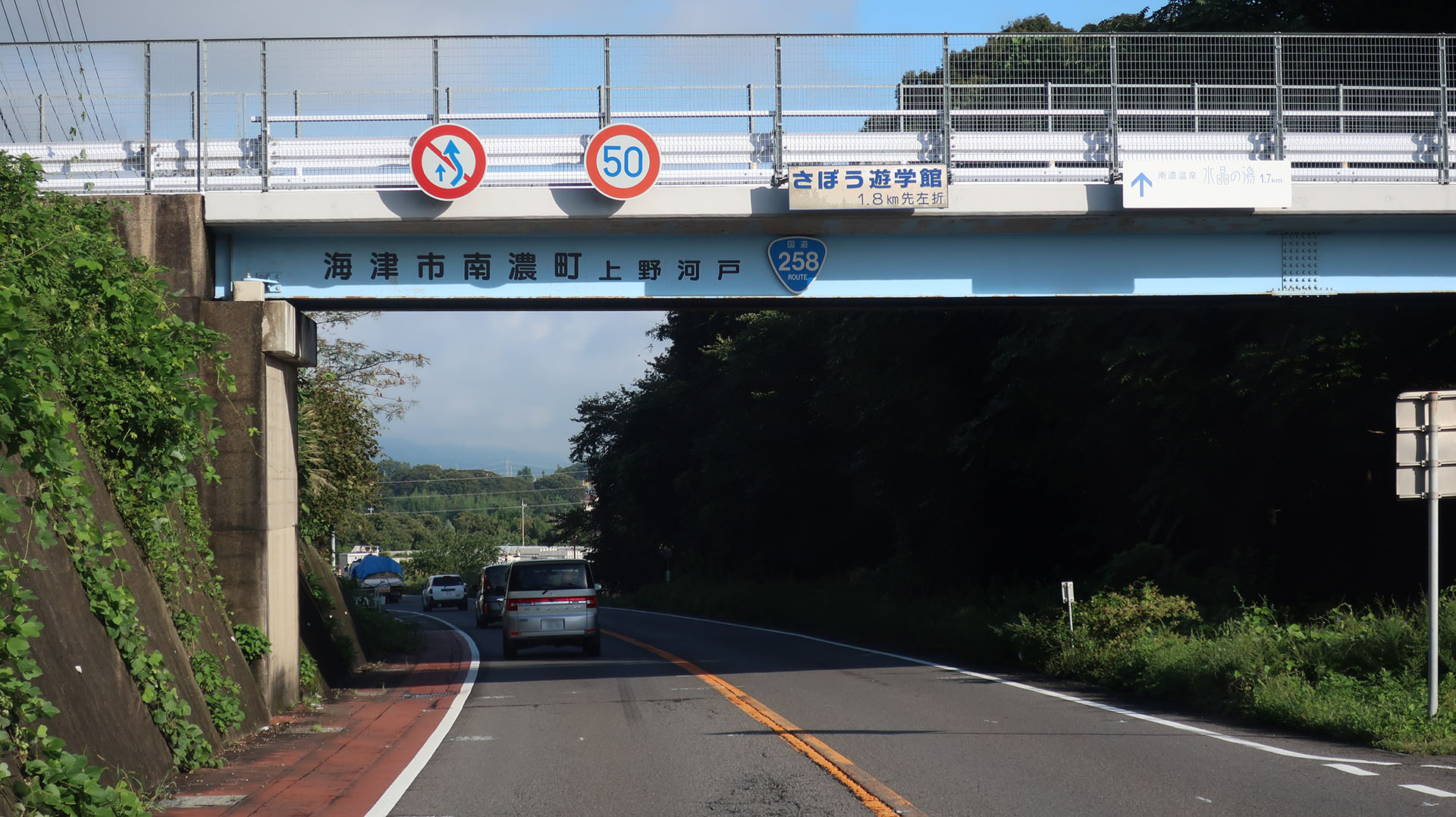
岐阜県海津市南濃町上野河戸
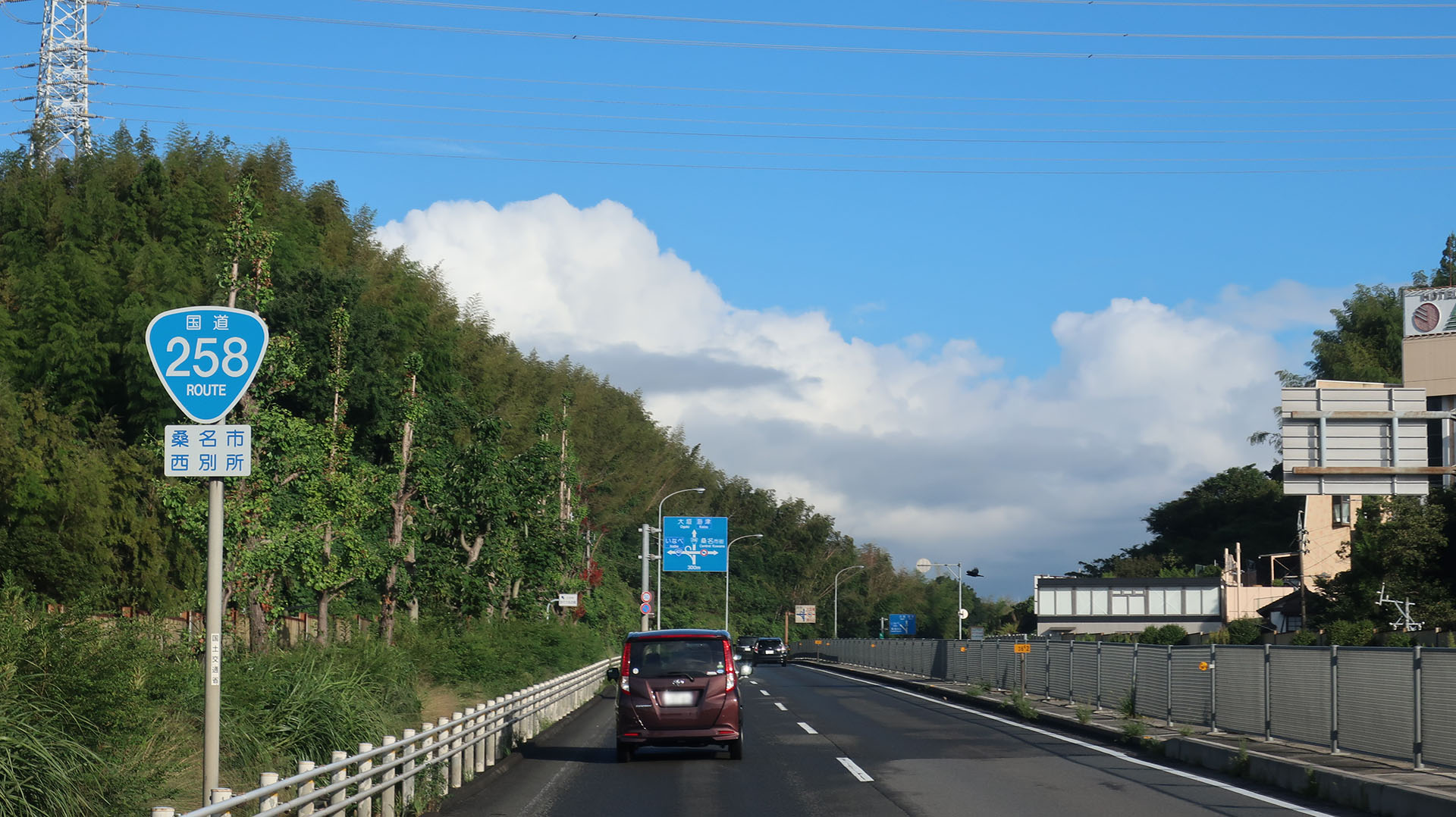
大桑道路 三重県桑名市西別所